# Leńce
Leńce – wieś w Polsce położona w województwie podlaskim, w powiecie białostockim, w gminie Dobrzyniewo Duże.
W latach 1975–1998 miejscowość administracyjnie należała do województwa białostockiego.
Wierni kościoła rzymskokatolickiego należą do parafii Zwiastowania Najświętszej Maryi Panny w Dobrzyniewie Kościelnym.

## Historia
W 1512 roku Mikołaj Radziwiłł (kanclerz wielki litewski) osadził nad rzeką Supraśl Żmudzina Samuela Samotyję Leńca. Od niego wzięła początek wieś Leńce.